# Banisteriopsis
Banisteriopsis é um género botânico pertencente à família Malpighiaceae.
De acordo com CRC World Dictionary of Plant Names de Umberto Quattrocchi, o gênero tem esse nome em homenagem a John Banister (1650 – 1692), um clérigo  e naturalista inglês do século XVII.  O nome anteriormente usado para para o gênero Banisteriopsis foi Banisteria.

## Espécies
Segundo o Integrated Taxonomic Information System  inclui duas espécies: Banisteriopsis caapi e  Banisteriopsis lucida. Outras classificações [carece de fontes?] incluem além das referidas as seguintes espécies:
| - Banisteriopsis acapulcensis - Banisteriopsis acerosa - Banisteriopsis adenopoda - Banisteriopsis alternifolia - Banisteriopsis amplectens | - Banisteriopsis andersonii - Banisteriopsis angustifolia - Banisteriopsis anisandra - Banisteriopsis arborea - Banisteriopsis argentea |

## Classificação do gênero
| Sistema | Classificação                    | Referência               |
| ------- | -------------------------------- | ------------------------ |
| Linné   | Classe Decandria, ordem Trigynia | Species plantarum (1753) |